# Izecksohniella
Izecksohniella is een geslacht van rechtvleugeligen uit de familie krekels (Gryllidae). De wetenschappelijke naam van dit geslacht is voor het eerst geldig gepubliceerd in 1993 door de Mello.

## Soorten
Het geslacht Izecksohniella omvat de volgende soorten:
- Izecksohniella aimore de Mello, 1993
- Izecksohniella almeidai Mews & Mól, 2009
- Izecksohniella puri Sperber, Rocha, Lopes-Andrade & Mesa, 2003